# Università di Odessa
L'Università nazionale I. I. Mečnikov di Odessa (in ucraino: Одеський національний університет імені І. І. Мечникова) è un'università pubblica con sede a Odessa, in Ucraina.

## Storia
Fondata nel 1865 con un editto dell'imperatore Alessandro II Romanov, che trasformò il liceo Richelieu "nell'Università imperiale di Novorossija". Dal 1917 al 1920 assunse il nome di "Università di Novorossija". Nel 1933 divenne "l'Università statale di Odessa". Infine, nel 1945 assunse la denominazione attuale in onore dello scienziato Il'ja Il'ič Mečnikov.